# ماساتوشی کوشیبا
ماساتوشی کوشیبا (به ژاپنی: 小柴 昌俊) (زادهٔ ۱۹ سپتامبر ۱۹۲۶ در تویوهاشی، آیچی – درگذشته ۱۲ نوامبر ۲۰۲۰) فیزیک‌دان اهل ژاپن بود که در سال ۲۰۰۲، به دلیل تلاش‌های پیرو اش در زمینهٔ اخترفیزیک، به ویژه یافتن ذرات نوترینوی کیهانی، بخشی از جایزه نوبل فیزیک را از آن خود کرد. برندگان بخش دیگر جایزه ریموند دیویس پسر و ریکاردو جیاکونی از آمریکا بودند.

## زندگی‌نامه
کوشیبا در سال ۱۹۵۱ از دانشگاه توکیو فارغ‌التحصیل شد و برای ادامهٔ مطالعاتش در مقطع دکتری به دانشگاه روچستر در نیویورک رفت. او در زمان حیات استاد دانشگاه توکیو بود. کوشیبا در ۱۲ نوامبر ۲۰۲۰ به‌دلیل کهولت سن درگذشت.